# Kırıkhan
Kırıkhan là một huyện thuộc tỉnh Hatay, Thổ Nhĩ Kỳ. Huyện có diện tích 843 km² và dân số thời điểm năm 2007 là 99866 người, mật độ 118 người/km².